# Базилика Святого Франциска (Ла-Пас)
Базилика Святого Франциска (исп. Basílica de San Francisco) — католическая церковь в Ла-Пасе (Боливия).

## Описание
Базилика Святого Франциска в Ла-Пасе — католический храм под покровительством святого Франциска Ассизского. Базилика расположена в центре столицы Боливии Ла-Пасе на площади её имени — Пласа-Сан-Франсиско.
Здание построено в 1743—1772 годах, башня сооружена в конце XIX века.

## История
В 1548 году монах брат Франсиско де Моралес основал монастырь Святого Франциска на берегу реки Чокейапу. В августе 1549 года началось строительство первой церкви Святого Франциска, которое было завершено в 1581 году. Однако между 1608 и 1612 годами церковь обрушилась в результате сильного снегопада.
В 1743—1744 годах началось строительство современной церкви. В 1753 году было завершено закрытие и перекрытие купола. 23 апреля 1758 года церковь была освящена. В 1790 году был закончен резной фасад.
В 1885 году началось строительство башни. В 1948 году церковь была объявлена малой базиликой.
В 1950—1960 годах часть монастыря была снесена. В период с 1965 по 2005 год базилика была отреставрирована, а оставшаяся часть монастыря была превращена в музей и культурный центр.

## Галерея

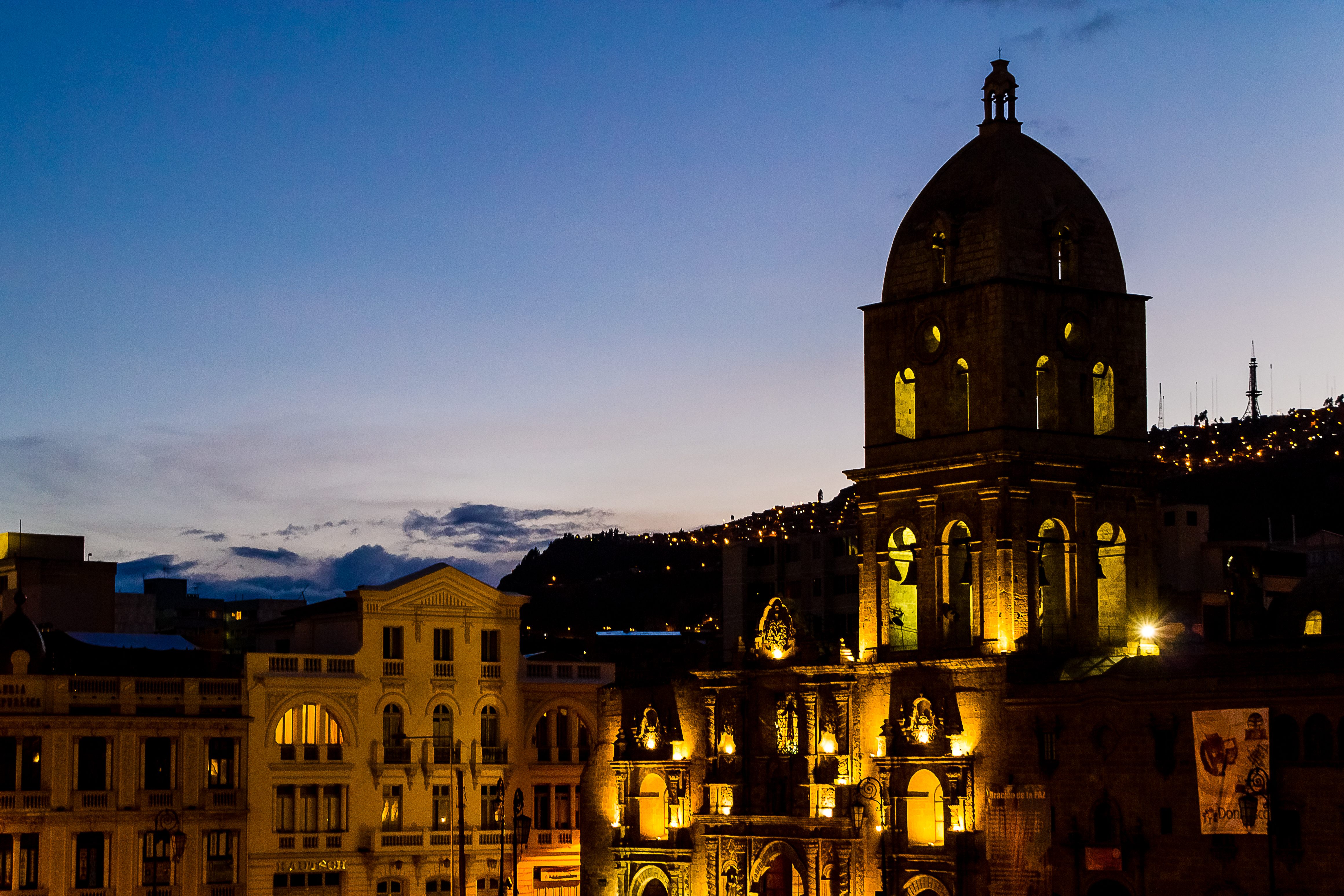
Вид на базилику
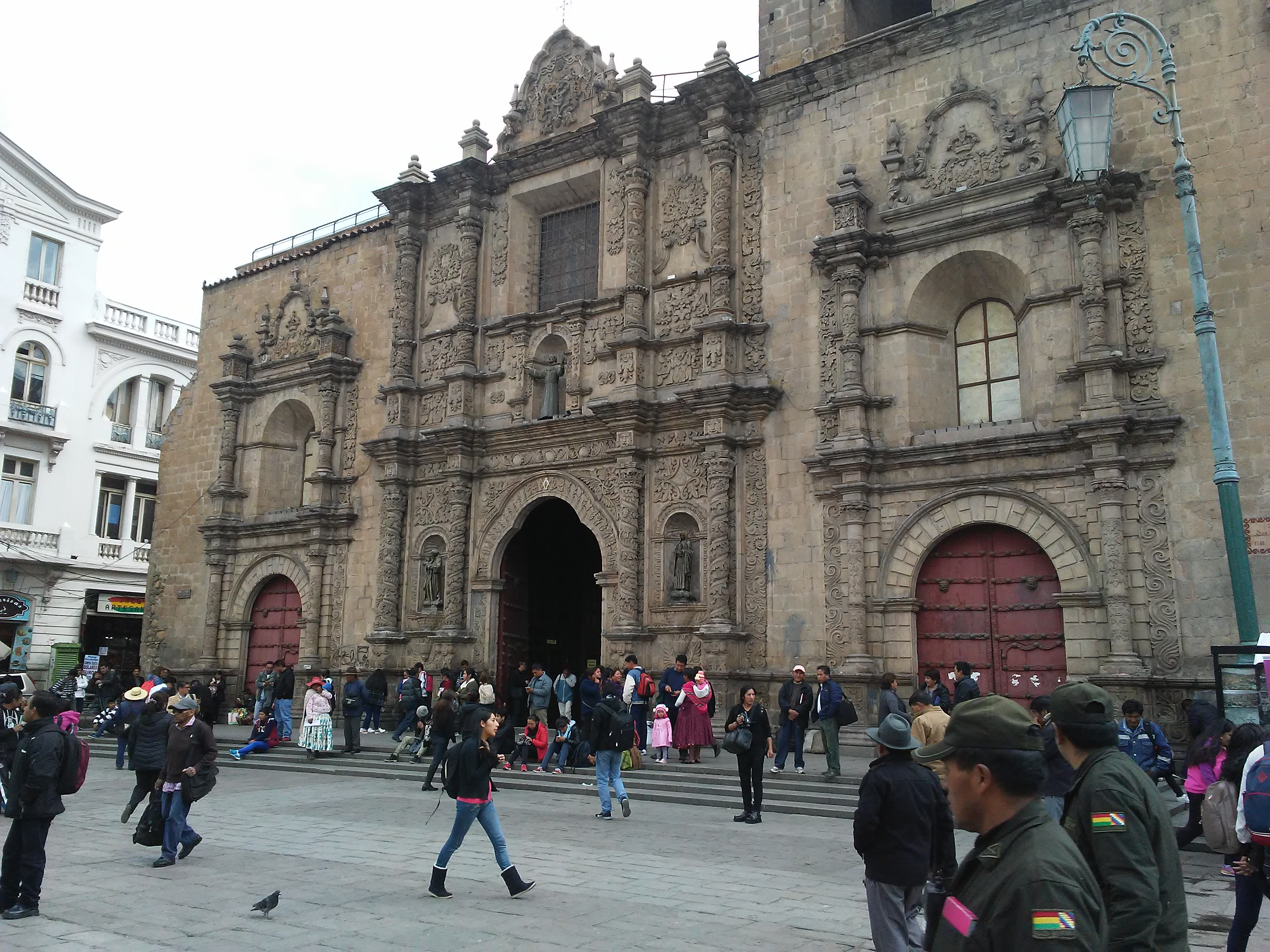
Резной фасад
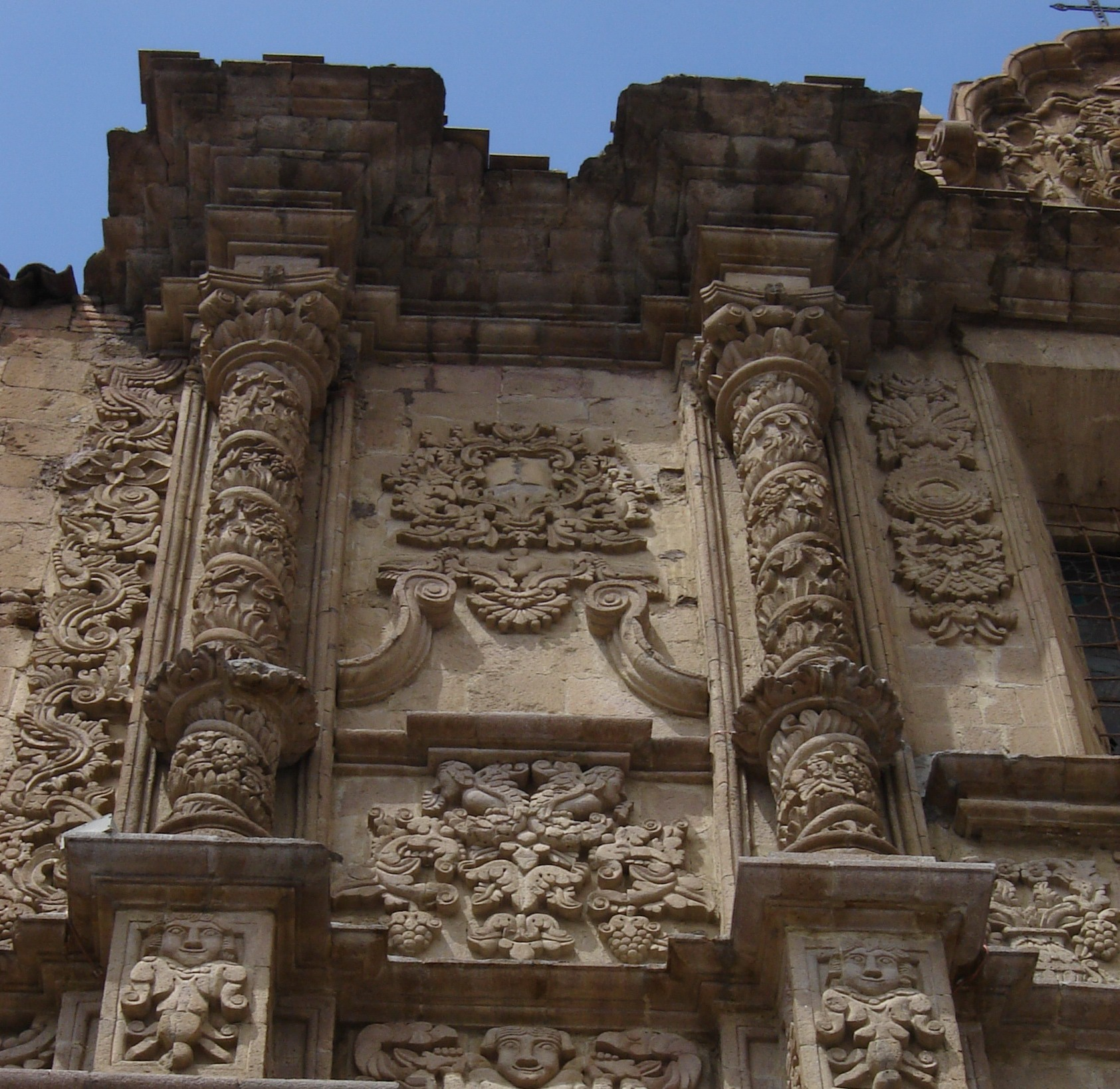
Резной фасад
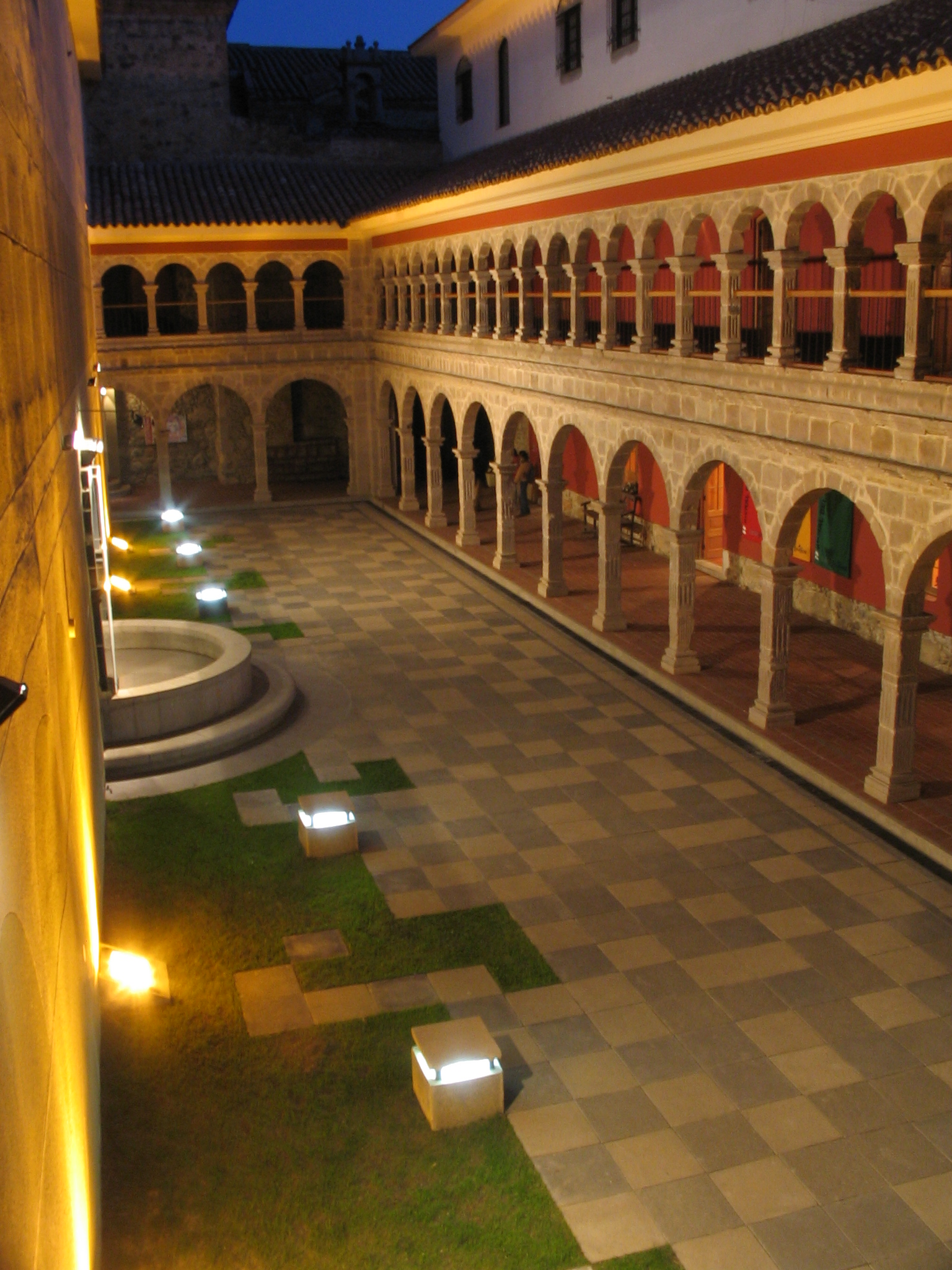
Внутренний двор